# Shō Sasaki (calciatore)
Shō Sasaki (佐々木 翔?, Sasaki Shō; Zama, 2 ottobre 1989) è un calciatore giapponese, difensore del Sanfrecce Hiroshima, di cui è capitano. Con la nazionale giapponese è stato vicecampione d'Asia nel 2019.

## Carriera
Prodotto dell'Università di Kanagawa, debutta tra i professionisti nel 2012 presso il Ventforet Kofu, squadra della J2 League. Impiegato subito in pianta stabile, al termine della stagione contribuisce alla promozione del Ventforet in J1 League.
Dopo tre stagioni da titolare, nel corso delle quali raccoglie 102 presenze e 8 reti in campionato, nel 2015 è acquistato dal Sanfrecce Hiroshima.

## Statistiche

### Presenze e reti nei club
Statistiche aggiornate all'8 dicembre 2024.
| Stagione                   | Squadra                    | Campionato                 | Campionato | Campionato | Coppe nazionali | Coppe nazionali | Coppe nazionali | Coppe continentali | Coppe continentali | Coppe continentali | Altre coppe | Altre coppe | Altre coppe | Totale | Totale |
| Stagione                   | Squadra                    | Comp                       | Pres       | Reti       | Comp            | Pres            | Reti            | Comp               | Pres               | Reti               | Comp        | Pres        | Reti        | Pres   | Reti   |
| -------------------------- | -------------------------- | -------------------------- | ---------- | ---------- | --------------- | --------------- | --------------- | ------------------ | ------------------ | ------------------ | ----------- | ----------- | ----------- | ------ | ------ |
| 2012                       | Ventforet Kofu             | J2                         | 35         | 2          | CG              | 0               | 0               | -                  | -                  | -                  | -           | -           | -           | 35     | 2      |
| 2013                       | Ventforet Kofu             | J1                         | 33         | 3          | CG+CdL          | 4+4             | 0               | -                  | -                  | -                  | -           | -           | -           | 41     | 3      |
| 2014                       | Ventforet Kofu             | J1                         | 34         | 3          | CG+CdL          | 3+6             | 0               | -                  | -                  | -                  | -           | -           | -           | 43     | 3      |
| Totale Ventforet Kofu      | Totale Ventforet Kofu      | Totale Ventforet Kofu      | 102        | 8          |                 | 17              | 0               |                    | -                  | -                  |             | -           | -           | 119    | 8      |
| 2015                       | Sanfrecce Hiroshima        | J1                         | 22+2       | 0+1        | CG+CdL          | 4+6             | 0+1             | -                  | -                  | -                  | Cmc         | 4           | 0           | 38     | 2      |
| 2016                       | Sanfrecce Hiroshima        | J1                         | 4          | 0          | CG+CdL          | 0               | 0               | ACL                | 1                  | 0                  | SG          | 1           | 0           | 6      | 0      |
| 2017                       | Sanfrecce Hiroshima        | J1                         | 0          | 0          | CG+CdL          | 0               | 0               | -                  | -                  | -                  | -           | -           | -           | 0      | 0      |
| 2018                       | Sanfrecce Hiroshima        | J1                         | 34         | 3          | CG+CdL          | 2+0             | 0               | -                  | -                  | -                  | -           | -           | -           | 36     | 3      |
| 2019                       | Sanfrecce Hiroshima        | J1                         | 31         | 1          | CG+CdL          | 1+2             | 0               | ACL                | 6                  | 2                  | -           | -           | -           | 40     | 3      |
| 2020                       | Sanfrecce Hiroshima        | J1                         | 32         | 1          | CdL             | 1               | 0               | -                  | -                  | -                  | -           | -           | -           | 33     | 1      |
| 2021                       | Sanfrecce Hiroshima        | J1                         | 30         | 3          | CG+CdL          | 0+3             | 0               | -                  | -                  | -                  | -           | -           | -           | 33     | 3      |
| 2022                       | Sanfrecce Hiroshima        | J1                         | 34         | 3          | CG+CdL          | 6+11            | 1+0             | -                  | -                  | -                  | -           | -           | -           | 51     | 4      |
| 2023                       | Sanfrecce Hiroshima        | J1                         | 32         | 0          | CG+CdL          | 1+6             | 0+3             | -                  | -                  | -                  | -           | -           | -           | 39     | 3      |
| 2024                       | Sanfrecce Hiroshima        | J1                         | 36         | 3          | CG+CdL          | 2+6             | 2+0             | ACL-2              | 2                  | 0                  | -           | -           | -           | 46     | 5      |
| Totale Sanfrecce Hiroshima | Totale Sanfrecce Hiroshima | Totale Sanfrecce Hiroshima | 257        | 15         |                 | 51              | 7               |                    | 9                  | 2                  |             | 5           | 0           | 322    | 24     |
| Totale carriera            | Totale carriera            | Totale carriera            | 359        | 23         |                 | 68              | 7               |                    | 9                  | 2                  |             | 5           | 0           | 441    | 32     |

### Cronologia presenze e reti in nazionale
| Cronologia completa delle presenze e delle reti in nazionale ― Giappone | Cronologia completa delle presenze e delle reti in nazionale ― Giappone | Cronologia completa delle presenze e delle reti in nazionale ― Giappone | Cronologia completa delle presenze e delle reti in nazionale ― Giappone | Cronologia completa delle presenze e delle reti in nazionale ― Giappone | Cronologia completa delle presenze e delle reti in nazionale ― Giappone | Cronologia completa delle presenze e delle reti in nazionale ― Giappone | Cronologia completa delle presenze e delle reti in nazionale ― Giappone |
| Data                                                                    | Città                                                                   | In casa                                                                 | Risultato                                                               | Ospiti                                                                  | Competizione                                                            | Reti                                                                    | Note                                                                    |
| ----------------------------------------------------------------------- | ----------------------------------------------------------------------- | ----------------------------------------------------------------------- | ----------------------------------------------------------------------- | ----------------------------------------------------------------------- | ----------------------------------------------------------------------- | ----------------------------------------------------------------------- | ----------------------------------------------------------------------- |
| 11-9-2018                                                               | Ōsaka                                                                   | Giappone                                                                | 3 – 0                                                                   | Costa Rica                                                              | Amichevole                                                              | -                                                                       | 78’                                                                     |
| 12-10-2018                                                              | Niigata                                                                 | Giappone                                                                | 3 – 0                                                                   | Panama                                                                  | Amichevole                                                              | -                                                                       |                                                                         |
| 16-11-2018                                                              | Ōita                                                                    | Giappone                                                                | 1 – 1                                                                   | Venezuela                                                               | Amichevole                                                              | -                                                                       |                                                                         |
| 17-1-2019                                                               | al-'Ayn                                                                 | Giappone                                                                | 2 – 1                                                                   | Uzbekistan                                                              | Coppa d'Asia 2019 - 1º turno                                            | -                                                                       |                                                                         |
| 22-3-2019                                                               | Yokohama                                                                | Giappone                                                                | 0 – 1                                                                   | Colombia                                                                | Amichevole                                                              | -                                                                       | 89’                                                                     |
| 26-3-2019                                                               | Kobe                                                                    | Giappone                                                                | 1 – 0                                                                   | Bolivia                                                                 | Amichevole                                                              | -                                                                       | 73’                                                                     |
| 19-11-2019                                                              | Suita                                                                   | Giappone                                                                | 1 – 4                                                                   | Venezuela                                                               | Amichevole                                                              | -                                                                       | 34’                                                                     |
| 10-12-2019                                                              | Pusan                                                                   | Cina                                                                    | 1 – 2                                                                   | Giappone                                                                | Coppa dell'Asia orientale 2019                                          | -                                                                       | cap.                                                                    |
| 18-12-2019                                                              | Pusan                                                                   | Corea del Sud                                                           | 1 – 0                                                                   | Giappone                                                                | Coppa dell'Asia orientale 2019                                          | -                                                                       | cap.                                                                    |
| 25-3-2021                                                               | Yokohama                                                                | Giappone                                                                | 3 – 0                                                                   | Corea del Sud                                                           | Amichevole                                                              | -                                                                       | 66’                                                                     |
| 7-6-2021                                                                | Suita                                                                   | Giappone                                                                | 4 – 1                                                                   | Tagikistan                                                              | Qual. Mondiali 2022                                                     | -                                                                       | 62’                                                                     |
| 15-6-2021                                                               | Suita                                                                   | Giappone                                                                | 5 – 1                                                                   | Kirghizistan                                                            | Qual. Mondiali 2022                                                     | 1                                                                       | 68’                                                                     |
| 7-9-2021                                                                | Doha                                                                    | Cina                                                                    | 0 – 1                                                                   | Giappone                                                                | Qual. Mondiali 2022                                                     | -                                                                       | 88’                                                                     |
| 24-7-2022                                                               | Toyota                                                                  | Giappone                                                                | 0 – 0                                                                   | Cina                                                                    | Coppa dell'Asia orientale 2022                                          | -                                                                       | cap. 70’                                                                |
| 27-7-2022                                                               | Toyota                                                                  | Giappone                                                                | 3 – 0                                                                   | Corea del Sud                                                           | Coppa dell'Asia orientale 2022                                          | 1                                                                       |                                                                         |
| Totale                                                                  |                                                                         | Presenze                                                                | 15                                                                      |                                                                         | Reti                                                                    | 2                                                                       |                                                                         |

## Palmarès

### Club

#### Competizioni nazionali
- J2 League: 1

Ventforet Kofu: 2012
- Campionato giapponese: 1

Sanfrecce Hiroshima: 2015
- Supercoppa del Giappone: 2

Sanfrecce Hiroshima: 2016, 2025
- Coppa J. League: 1

Sanfrecce Hiroshima: 2022

### Nazionale
- Coppa dell'Asia orientale: 1

2022

### Individuale
- Squadra del campionato giapponese: 1

2024